# گالاکتیک سوئیت دیزاین
گالاکتیک سوئیت دیزاین (انگلیسی: Galactic Suite Design) شرکت هوافضای اسپانیایی است، که در سال ۲۰۰۷ تأسیس شد.